# La Répétition (Buckingham)

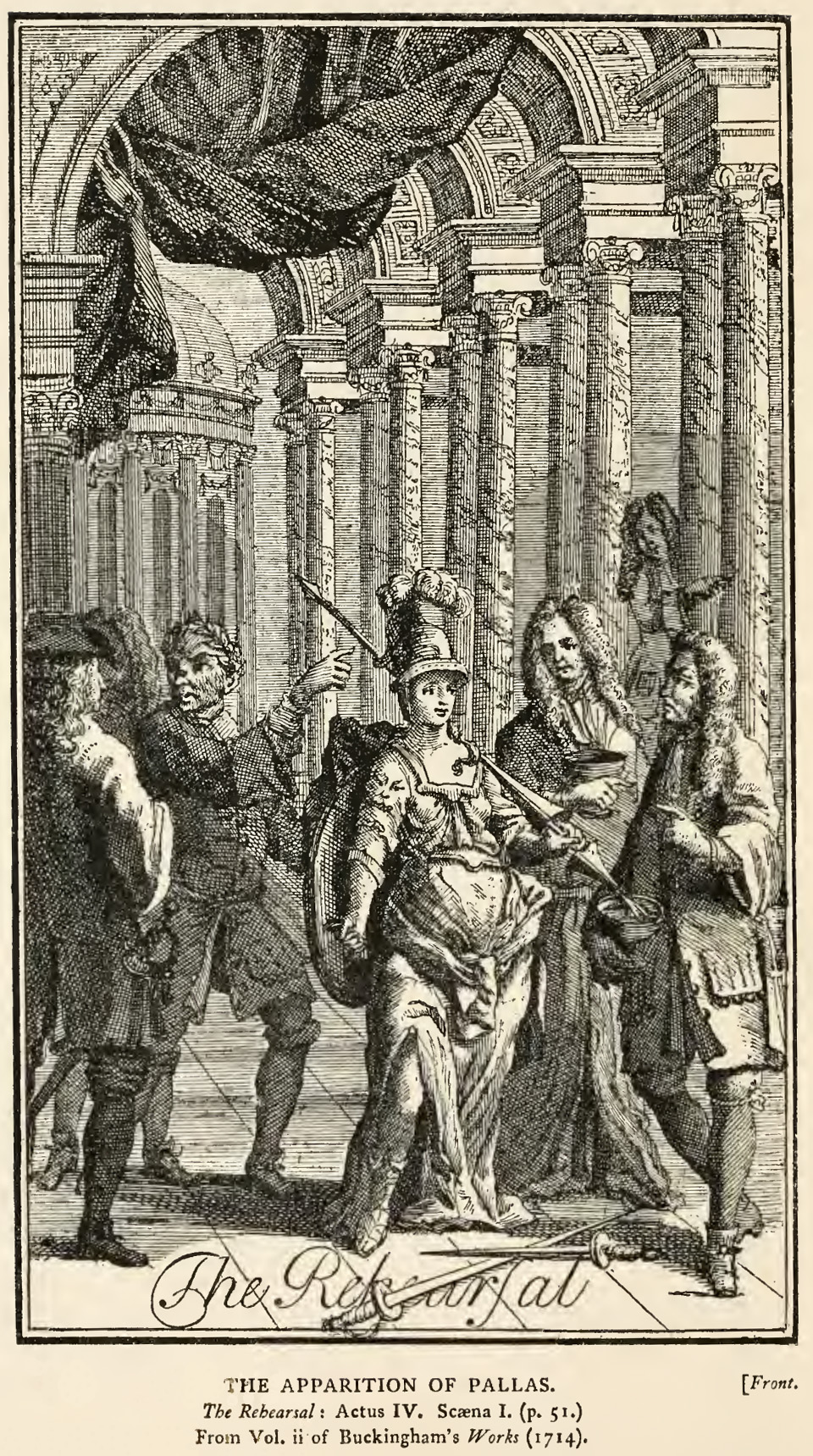
Acte IV scène 1 : apparition de Pallas

La Répétition, titre original The Rehearsal, est une comédie de la Restauration anglaise, en cinq actes et en prose, du duc de Buckingham. Elle a été jouée pour la première fois à Londres au Théâtre Royal de Bridges Street, qui deviendra quelques années plus tard le Théâtre de Drury Lane, le 7 décembre 1671 par la King's Company de Killigrew,. Buckingham fut aidé dans son travail d'écriture, qui dura plusieurs années, principalement par Samuel Butler, Thomas Sprat et Martin Clifford,.

## Argument
Cette pièce est difficile à résumer, car il n'existe pas véritablement d'intrigue. Cette satire a pour but principal de se moquer du dramaturge Dryden, représenté par le personnage Bayes. Sous le prétexte d'assister à une répétition de sa dernière pièce, s'enchaîne une série de saynètes illustrant soit la suffisance, l'assurance, l'ignorance ou la vulgarité de Bayes, soit soulignant des erreurs, des incohérences, des absurdités ou des jeux de scène ratés dans certaines pièces de Dryden. Cette succession d'épisodes burlesques s'étend de la moitié de l'acte I jusqu'au milieu de l'acte V. À ce moment, les deux amis, qui assistent à la répétition avec Bayes, las de l'incohérence de la pièce, profitent de l'absence momentanée de celui-ci pour s'en aller déjeuner. Bayes s'étonne de ce départ cavalier, puis constate qu'à leur tour ses acteurs se sont aussi éclipsés. Il menace de vendre sa pièce à l'autre compagnie.
Buckingham prit un temps considérable pour entraîner John Lacy, qui devait jouer le rôle de Bayes, afin qu'il imite le mieux possible Dryden. Ainsi, ce dernier étant connu pour être un mauvais lecteur, Lacy adopta un ton hésitant et monotone, lorsqu'il lui fallait lire un texte, par exemple à l'acte IV scène 1.

## Détail de l'intrigue

### Acte I
Deux amis, Johnson et Smith se rencontrent avec plaisir en ville. Smith, qui habite la campagne, arrive à peine et il se proposait justement de rendre visite à son ami. Alors qu'ils parlent des fats solennels, « qui, étant dénués de raison et insensibles à l'esprit et au plaisir, conservent un air grave et dérangent les autres dans l'espoir de passer pour des hommes affairés », passe près d'eux Bayes, un auteur dramatique. Johnson lui demande de raconter pour son ami l'intrigue de sa dernière pièce. Bayes lui dit qu'il l'a déjà oubliée, mais leur propose d'assister à la dernière répétition de sa prochaine pièce. Les deux amis acceptent.
Bayes leur explique que le pivot de sa pièce repose sur la présence de deux rois de Brentford, pour lesquels le peuple montre la même obéissance, les mêmes devoirs et la même affection. Ces deux rois se respectent l'un l'autre, et, bien qu'ils diffèrent parfois sur des points de détail, ils sont d'accord sur l'essentiel. Smith remarque que « l'auteur devra montrer beaucoup de reconnaissance aux acteurs, si ceux-ci arrivent à donner du sens à cette pièce ».
Bayes leur soumet l'idée d'un prologue universel, qui pourrait également servir d'épilogue, ou être utilisé dans n'importe quelle pièce. Après avoir évoqué plusieurs possibilités, il expose sa dernière idée de prologue :
| Bayes — […] Je pourrai apparaître vêtu d'un long voile noir, accompagné d'un gigantesque bourreau, l'épée à la main. Je dirai alors simplement au public que si, par hasard, ils n'aiment pas ma pièce, je m'agenouillerai et le bourreau me tranchera la tête. Sur quoi, tout le monde applaudira … Smith — Oui, mais supposez qu'ils n'applaudissent pas. Bayes — Vous supposez, monsieur ! Mais vous pouvez supposer tout ce que vous voulez, cela ne m'intéresse pas ; cela ne m'effraie pas non plus ; sacrebleu, pas le moins du monde. Vous supposez quoi ! Ah, ah, ah ! (Il s'apprête à partir) Johnson — Oh, je vous en prie, Bayes, ne faites pas attention à ce qu'il dit : c'est un ami qui arrive de la campagne, il ne connaît rien aux goûts de la ville. […] Moi, j'applaudirai, je vous le garantis, ne craignez rien. |

### Acte II
Bayes annonce le début de la répétition, prévenant Johnson et Smith que la pièce commence, de façon inhabituelle, par des murmures. Effectivement deux personnages entrent en scène, le médecin et le gentleman portier, qui disent une partie de leur texte de manière inaudible en murmurant. Johnson et Smith apprennent que ces deux personnages sont le médecin et le portier des deux rois, mais qu'ils ne se connaissent pas pour les besoins de l'intrigue. À la fin du dialogue des deux comédiens, Bayes demande leur avis à Johnson et Smith :
| Bayes — Alors, messieurs, dites-moi, je vous prie, la vérité, sans me flatter. Est-ce que ce n'est pas un début de pièce extrêmement bizarre ? Johnson — En vérité, Monsieur, je pense que oui. Mais pourquoi deux rois dans un même lieu ? Bayes — Pourquoi ? Mais parce que c'est nouveau. C'est mon but. Je méprise vos Johnson et Fletcher, qui ont cherché leur inspiration dans la Nature. Moi, je suis pour la rechercher dans ma propre fantaisie. […] Smith — Mais je vous prie, Monsieur, pourquoi tous ces murmures ? Bayes — Comment, Monsieur ? Mais parce qu'on suppose que ce sont des politiciens, et que les affaires d'état ne doivent pas être divulguées. Smith — Mais alors, Monsieur, pourquoi … Bayes — Monsieur, si vous vouliez mettre un frein à votre curiosité jusqu'à la fin du cinquième acte, vous trouverez que votre patience n'aura pas été si mal récompensée. |

Arrivent alors les deux rois, main dans la main.
| Roi 1 — As-tu remarqué leurs murmures, frère roi ? Roi 2 — Oui, et j'ai entendu en plus un grave oiseau chanter qu'ils avaient l'intention, mon chéri, de nous jouer un tour. Bayes — Ils adoptent un ton familier, car ce sont deux personnes de même qualité. Smith — Morbleu, cela ferait vomir un homme. Roi 1 — Si cela était vrai, je les trimbalerais par les oreilles jusqu'à ce qu'elles se décollent. Roi 2 — Moi de même. […] Smith — Mais comment se fait-il, monsieur Bayes, que ces deux rois connaissent les murmures, car, autant que je me souvienne, ils étaient absents à ce moment-là ? Bayes — Mais c'est la faute des acteurs, pas la mienne ; car ces deux rois (que la vérole les emporte !) devaient passer leurs têtes à la porte quand les deux autres s'en allaient. Smith — Ah, cela aurait tout expliqué. Bayes — Tout expliqué, oui ! Ah morbleu, ces gaillards sont capables de gâcher les meilleures choses de la Chrétienté. |

Le médecin et le portier considèrent que leurs positions ne sont plus sûres depuis que les deux rois les ont entendu murmurer, et ils décident de les détrôner. Pour cela, ils sortent leurs épées, s'assoient sur deux grandes chaises et deviennent des usurpateurs. Johnson et Smith s'étonnent que le renversement de deux rois s'effectue d'une manière aussi anodine. Bayes leur promet que les combats auront lieu plus tard.

### Acte III
Après une scène, sans rapport évident avec tout ce qui a précédé, entre le prince Pretty-man et le tailleur Tom Thimble, qui apparaît pour la première fois en scène, Smith se plaint que la pièce n'avance pas.
| Bayes — La pièce n'avance pas ? Je ne vois pas ce que vous voulez dire. Ce que vous venez de voir ne fait-il pas partie de la pièce ? Smith — Oui, mais l'intrigue est au point mort. Bayes — Au point mort ! Mais à quoi diable sert une intrigue, si ce n'est à amener de belles choses ? Smith — Oh, j'ignorais cela totalement. Bayes — Je savais bien que vous l'ignoriez, ainsi que beaucoup d'autres choses dont je suis un maître, Monsieur. C'est une plaie pour nous les auteurs : il suffit que nous planions ne serait-ce qu'un peu au-dessus du commun des mortels, pour que, morbleu, tout soit gâté. La populace ne nous comprend pas ; elle ne peut concevoir l'excellence de ces choses. |

Au début de la scène 5, le prince Volscius fait sa première apparition, alors qu'à la scène 2 on avait appris qu'il ne fréquentait pas la cour des usurpateurs, et qu'il était parti pour Piccadilly, ce qui provoque la surprise de Smith.
| Smith — Je croyais qu'il était parti pour Piccadilly. Bayes — Oui, mais il y a renoncé ; ce n'était que pour masquer son dessein. Johnston — Quel dessein ? Bayes — Et bien de mener l'armée qu'il tient cachée à l'auberge de Knights-Bridge. Johnston — Voilà une grande idée d'intrigue, monsieur Bayes. […] Smith — Mais pardon, monsieur Bayes, n'est-ce pas un peu difficile ce que vous venez de dire là, de cacher toute une armée à l'auberge de Knights-Bridge ? Bayes — À Knights-Bridge ? Attendez. Johnson — Non, pas si les tenanciers sont ses amis. Bayes — Ses amis ! Ah monsieur, ce sont des connaissances intimes ; ou sinon, bien sûr, ce ne serait pas possible. |

L'acte se termine sur une déclaration de Bayes : « Je suis la personne la plus étrange sur terre. Pourquoi je me soucierais de l'argent ? J'écris pour la renommée ».

### Acte IV
Au début de l'acte, Bayes disserte avec Johnson et Smith sur la conception des drames héroïques, discussion inspirée par l'ouvrage Of Heroique Plays de Dryden, et traitée sur le mode burlesque :
| Bayes — Puisque les écrivains peuvent diviser leurs ouvrages en trois, quatre, cinq, six, sept, huit tomes, ou plus s'ils le désirent, je serais très heureux de savoir ce qui m'empêcherait d'en faire autant avec mes pièces. Johnson — Oui, ce serait très injuste si vous ne pouviez pas être le maître de vos propres ouvrages. Bayes — C'est mon sentiment. Et alors, monsieur, cette invention que j'ai en tête a quelque chose à voir avec cette pièce. Puisque chacun peut faire une seule pièce avec cinq actes, je vais faire, moi, cinq pièces avec la même intrigue : ainsi les spectateurs verront chaque jour une chose nouvelle. Johnson — Par ma foi, c'est absolument admirable ! Cela aura certainement du succès, car ce ne sera pas ennuyeux. Bayes — Je sais, monsieur, que c'est là le point important. Et alors le samedi, car la première pièce sera toujours jouée un lundi, je ferai une sixième pièce qui résumera les cinq autres, au cas où les spectateurs les auraient oubliées. Johnson — Je pense effectivement, monsieur, que cette précaution sera absolument nécessaire. |

Puis, à ce point avancé de la pièce, Bayes présente un nouveau héros, Drawcansir, copie burlesque d'Almanzor, le héros de La Conquête de Grenade de Dryden,.
| Johnson — Je vous en prie, monsieur Bayes, qui est ce Drawcansir ? Bayes — Et bien, monsieur, c'est un héros féroce, qui effraie sa maîtresse, réprimande les rois, disperse les armées, et fait tout ce qu'il veut, sans se soucier du nombre, des bonnes manières et de la justice. Johnson — Un très joli personnage. Smith — Mais, monsieur Bayes, je pensais que tous vos héros étaient des hommes justes et de grande humanité. Bayes — Cela l'a été, c'est vrai. Mais morbleu, pour ma part, je trouve que la qualité de battre des armées entières vaut à elle seule bien plus que toutes les vertus morales mises ensemble. Vous allez le voir faire son entrée maintenant. |

Drawcansir fait effectivement son entrée, et il traite de façon ignoble les deux usurpateurs, qui finissent par se retirer avec leurs suites. Interrogé sur la raison de cette scène, Bayes explique qu'il s'agissait de camper le personnage, ce que Johnson, flagorneur, approuve et feint d'admirer.

### Acte V
Les deux rois légitimes, habillés de blanc, accompagnés de trois joueurs de violon, descendent du ciel dans un nuage. À cette vue, les deux usurpateurs s'enfuient, tandis que les deux rois se mettent à chanter. Smith se plaint que le texte de la chanson n'est pas clair, mais Bayes lui répond que les gens qui sont dans les nuages ne parlent pas clairement, et que s'ils les avaient fait s'exprimer autrement, il aurait tout gâché. Smith bout d'impatience devant tant de bêtise : « Je ne peux plus patienter davantage, j'ai envie de museler cet imbécile, que je ne peux plus supporter ». Johnson lui demande d'attendre encore un peu.
Deux hérauts arrivent pour avertir les rois que l'armée, qui était cachée à l'auberge de Knights-Bridge, se trouve à la porte et veut parler aux rois :
| Héraut 1 — L'armée est à la porte, déguisée. Elle veut parler avec vos deux majestés. Héraut 2 — Ayant marché par des voies détournées depuis Knights-Bridge. Roi 2 — Demandez-leur d'attendre un peu et de boire à notre santé. Smith — Comment, monsieur Bayes, l'armée est déguisée ? Bayes — Oui, monsieur, de peur que les usurpateurs la découvre. Smith — Et alors, que se serait-il passé si elle avait été découverte ? Bayes — Et bien, cela aurait brisé mon intrigue. |

Pour mettre en scène, la bataille qui va suivre, Bayes explique qu'il va la représenter avec seulement deux hommes, un de chaque camp, disposant chacun d'une épée et d'un luth. La scène de combat entre le général et le lieutenant-général est écrite en vers. Bayes explique qu'il va mettre un terme à cette bataille grâce à une éclipse, « ce qui, laissez-moi vous dire, est une fantaisie, qui n'a pas encore été beaucoup utilisée, sauf par moi et une autre personne, dont je tairai le nom ». L'éclipse est représentée par trois personnages, la Lune, le Soleil et la Terre, qui dansent.
Bayes s'absente momentanément, et Johnson et Smith en profitent pour s'en aller. Bayes, à son retour, constatant leur absence, court à leur poursuite, car son « dernier acte est le meilleur de tous ». Les acteurs, ne croyant pas en cette pièce, décident de s'en aller eux aussi. Quand Bayes revient sans avoir pu rejoindre Johnson et Smith, il ne trouve plus au théâtre que le régisseur, qui lui dit que tout le monde est parti dîner.
Bayes, mécontent, dit que pour se venger, il ira vendre sa pièce à l'autre compagnie, c'est-à-dire à la compagnie du duc. Bayes s'en va, tandis que les acteurs reviennent, disant qu'ils vont préparer une autre pièce.

## Analyse et critique

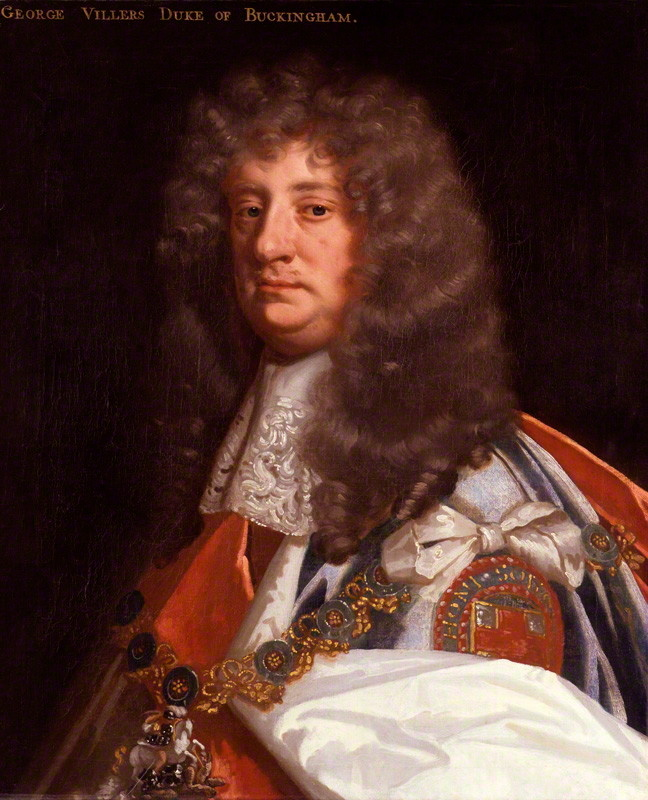
George Villiers, 2e duc de Buckingham

L'idée d'un spectacle mettant en scène une pièce de théâtre ou sa répétition n'est pas nouvelle. La Répétition a très vraisemblablement été inspirée par la pièce de Molière L'Impromptu de Versailles (1663), qui représente la répétition par la troupe de Molière d'une pièce devant être jouée devant le roi, et où on voit les acteurs, principalement Molière, se moquer des acteurs de l'Hôtel de Bourgogne qui les avaient critiqués. Molière, lui-même, n'est pas l'initiateur de ce Théâtre dans le théâtre, puisqu'un peu avant lui on peut citer Nicolas Gougenot, Georges de Scudéry, Jean de Rotrou, Philippe Quinault, ou, dans la tradition anglaise, Le Songe d'une nuit d'été de Shakespeare (1600).
L'écriture de cette pièce prit plusieurs années, puisqu'elle fut commencée probablement dès 1664, abandonnée pendant la Grande peste de Londres en 1665, et reprise en 1667. Dans sa version initiale, la satire, dirigée contre le drame héroïque, visait Robert Howard, beau-frère de Dryden, avec qui il a écrit, par exemple, The Indian Queen. Dans La Répétition, l'auteur ridicule s'appelait alors Bilbao, avant de devenir Bayes, censé incarner Dryden. C'est pourquoi on retrouve dans ce personnage, à côté de nombreux traits caractéristiques de Dryden, des vestiges de Howard, comme son expression favorite « pit, box and gallery » (« parterre, loge et balcon »), signifiant qu'il faut plaire à tous, et aussi des allusions à D'Avenant, à Quarles et à Fanshawe.
Parmi les cibles favorites de cette satire se trouvent les dédicaces et préfaces, à la fois exercices de critique, de justification et d'explication, que Dryden associait à ses pièces depuis The Rival Ladies (1663) jusqu'à An Evening's Love (1668). Buckingham s'amuse en particulier à tourner en ridicule les idées de Dryden sur la dépréciation de l'intrigue (« L'intrigue est au point mort ! Mais à quoi diable sert une intrigue ? » Acte III scène 1) exposée dans la préface de An Evening's Love (1668), et sur la liberté d'inspiration (« Je méprise vos Johnson et Fletcher, qui ont cherché leur inspiration dans la Nature. Moi, je suis pour la rechercher dans ma propre fantaisie. » Acte II scène 1) exprimée dans la préface de Tyrannick Love (1669).
Buckingham désigne aussi du doigt des défauts de forme, comme les tragédies en plusieurs époques, comme le revendique Bayes : « Puisque les écrivains peuvent diviser leurs ouvrages en trois, quatre, cinq, six, sept, huit tomes, ou plus s'ils le désirent, je serais très heureux de savoir ce qui m'empêcherait d'en faire autant avec mes pièces. », ou les intermèdes musicaux intempestifs, que Bayes justifie par la nécessité de capter l'attention de tous. Il n'épargne pas non plus les entrées et sorties incohérentes des personnages, les rebondissements invraisemblables, et les mises en scène pléthoriques nécessaires au ronronnement de la rime, car « le vers héroïque ne sonne véritablement bien que lorsque la scène est pleine ».

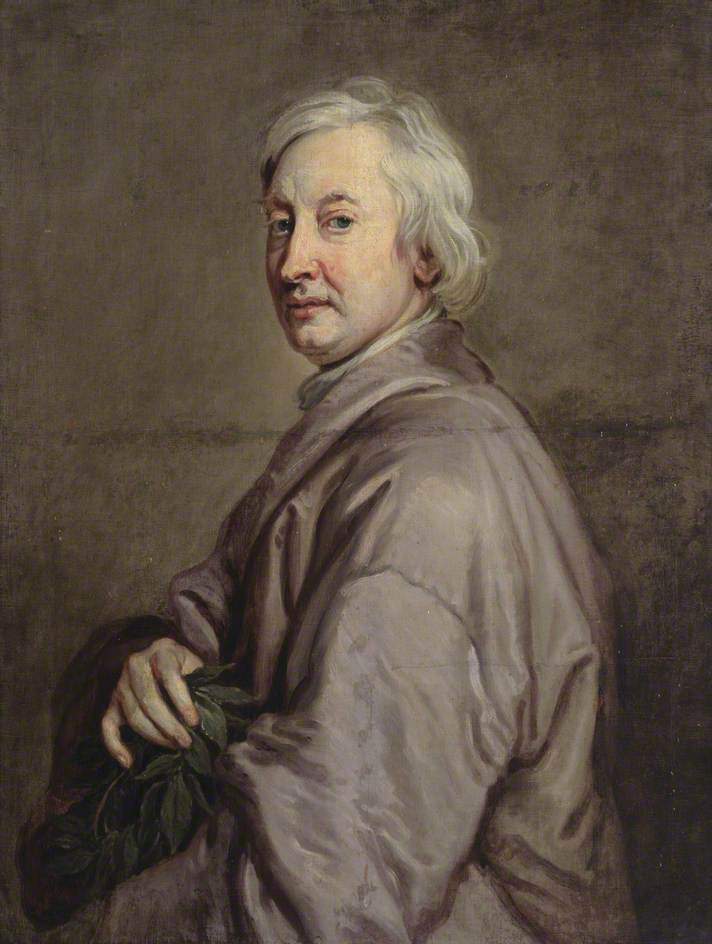
Portrait de John Dryden par Godfrey Kneller, 1698

Le texte de la pièce abonde aussi en allusions moqueuses à certaines scènes maladroites de Dryden, qui devaient faire la joie des spectateurs assidus de l'époque, mais qui sont aujourd'hui perdues pour le spectateur moderne, ces pièces n'étant plus ou peu jouées. Cet effet de rébus ironique dut certainement participer au succès de la pièce.
De façon plus large, la satire attaque la prétention des auteurs, qui, comme Dryden, essaient d'imposer leurs propres interprétations de leurs textes. Une grande partie de l'humour de La Répétition tient dans les explications absurdes de Bayes sur les portions de la pièce en cours de répétition, et sur ses théories de composition dramatique et de pratique théâtrale. Le drame héroïque de Bayes est parfois si abscons qu'il n'est compréhensible que par lui seul. Johnson et Smith doivent souvent insister pour qu'il explique ses intentions d'auteur et qu'il déchiffre sa « nouvelle forme d'écriture ». Parfois même la signification d'une scène échappe à Bayes lui-même, ou, pressé par les questions de Johnson et Smith, il prend conscience de l'absurdité d'une situation. Ainsi, quand Smith lui fait remarquer qu'une armée entière ne peut se cacher dans une auberge, il demande un instant de réflexion pour répondre, et, grâce à la suggestion de Johnson, il explique enfin que c'est possible si le chef de cette armée est un ami intime des tenanciers de l'auberge, ajoutant une sottise à une absurdité.
Buckingham veut montrer que si une pièce est fondamentalement défectueuse, toute justification ou explication de l'auteur sera vaine. Les propres théories de l'auteur peuvent même obscurcir davantage la trame d'une pièce déjà confuse. Cette satire ridiculise non seulement les examens critiques doctoraux des auteurs, mais aussi leur présomption à les exposer au public.
À l'époque, La Répétition a été fréquemment considérée comme une des plus importantes œuvres de critique. En 1693, dans A Short View of Tragedy, Thomas Rymer suggère même : « Nous avons besoin d'une loi imposant la représentation de La Répétition une fois par semaine, afin que nous conservions notre bon sens et nous affranchissions du brouhaha et des bêtises, de la farce et du galimatias, qui, au nom de la tragédie, ont envahi notre théâtre ».
Le succès de La Répétition ne diminua pas la popularité du drame héroïque, qui mit des années à disparaître. Womersley salue le goût exceptionnellement éclectique des spectateurs de l'époque, capables de rire aux moqueries de cette satire, puis, quelques jours plus tard, de se passionner pour les intrigues tortueuses de ces drames fraîchement persiflés. Il remarque que ce vaste appétit du public pour les spectacles égale la flexibilité des acteurs, qui jouaient alternativement cette satire et les pièces de Dryden, puisque celui-ci était l'auteur attitré de cette même troupe, la King's Company. Ainsi, en 1674, on joua deux fois The Indian Emperor de Dryden, et deux fois La Répétition ; en 1684, le roi Jacques II revit le Mustapha du comte d'Orrery et la pièce de Buckingham.
Dryden ne réagit pas directement à cette satire, mais en 1681, en guise de revanche, il caricatura Buckingham dans le personnage Zimri de sa pièce Absalon et Achitophel, « un être si multiforme qu'il semble ne pas faire un, mais paraît un résumé du genre humain ». Dryden commente ainsi ce personnage : « Le personnage de Zimri dans mon Absalom, est, à mon avis, à l'image de l'ouvrage lui-même, qui n'est pas sanglant, mais est ridicule à souhait ; et celui qui a été personnifié a trop d'esprit pour en être meurtri. »